# Thaïlande du Sud
La Thaïlande du Sud est une région culturelle distincte de la Thaïlande, liée à la région centrale par l'isthme de Kra.